# Amicta tedaldii
Amicta tedaldii är en fjärilsart som beskrevs av Franciscus J.M. Heylaerts 1881. Amicta tedaldii ingår i släktet Amicta och familjen säckspinnare. Inga underarter finns listade i Catalogue of Life.